# Achmea
Achmea B.V. is een van de grootste financiële dienstverleners van Nederland. Het conglomeraat is de grootste verzekeraar van Nederland, als wordt gekeken naar in Nederland behaalde premieomzet. Achmea is het moederbedrijf van een aantal Nederlandse verzekeringsmerken, zoals Centraal Beheer, Interpolis, De Friesland Zorgverzekeraar, FBTO, Zilveren Kruis en Avéro Achmea.
Achmea is niet met aandelen aan de beurs genoteerd en heeft een coöperatieve achtergrond. Bijna twee derde van de aandelen van Achmea (66%) is in handen van de Vereniging Achmea. Dat is een vereniging van klanten van Achmea en een platform voor collectieve belangenbehartiging van klantleden. Rabobank houdt nog 31% van de aandelen. Ongeveer de helft van de Nederlandse huishoudens heeft een verzekering of pensioen van Achmea.
Achmea is naast Nederland in vijf Europese landen actief. De belangrijkste activiteit van Achmea is verzekeren. Er werken ongeveer 15.275 FTE bij Achmea in Nederland.

## Geschiedenis

### Voorlopers
In 1811 begon Ulbe Piers Draisma de administratie van de Onderlinge Waarborgmaatschappij Achlum te Achlum. 39 Friese boeren en plattelandsnotabelen verzekerden daarmee onderling hun bezit tegen brand. Achlum was de oudste van de vele coöperatieve verzekeringsmaatschappijen die in de jaren 80 van de 20e eeuw opgingen in Otos Verzekeringen. Otos fuseerde daarna met OBF, een pensioenverzekeraar. Zo ontstond de naam Avéro Verzekeringen. Daarna werd de fusie met FBTO een feit en ontstond er een sterke marktpartij aan de Lange Marktstraat in Leeuwarden. Hierdoor werd de interesse gewekt door Centraal Beheer en wederom ontstond er een fusie, namelijk de AVCB Groep.
De oudste voorloper van Centraal Beheer, de Centrale Werkgevers Risico-Bank, ontstond in 1902. Het was een initiatief van 63 ondernemers om onderling het risico van bedrijfsongevallen te verzekeren. In 1909 vormde een groep onderlinge risicoverenigingen samen de Coöperatieve Vereniging Centraal Beheer. Na 1930 werd Centraal Beheer ook de belangrijkste uitvoerder van de Ziektewet.
Na de Tweede Wereldoorlog werd voor de uitvoering van de sociale verzekeringswetten het Gemeenschappelijk Administratiekantoor (GAK) opgericht. Eerst als tweelingorganisatie met Centraal Beheer, vanaf 1992 volledig daarvan gescheiden. Centraal Beheer richtte zich sindsdien op de commerciële verzekeringen. In 1990 fuseerden Avéro Verzekeringen en Centraal Beheer tot AVCB. Samen behaalden ze een omzet van vier miljard gulden en telden 3200 medewerkers. AVCB werd toen de grootste coöperatieve verzekeraar van Nederland en de derde van alle verzekeraars.
Op 1 januari 1995 kwam de fusie van AVCB en Zilveren Kruis Verzekeringen officieel tot stand. De ziektekostenverzekeraar Zilveren Kruis werd in 1949 opgericht als zogenaamde 'bovenbouwer', een particuliere non-profit ziektekostenverzekeraar gelieerd aan één of meerdere ziekenfondsen - in dit geval het Algemeen Ziekenfonds Woerden en omstreken. Zilveren Kruis fuseerde in 1985 met de op dat moment grootste ziektekostenverzekeraar van Nederland, VGCN. In 1994 ging het concern een intensief samenwerkingsverband aan met de ziekenfondsen Stichting Ziekenfonds Rotterdam en Ziekenfonds Spaarneland.

### Achmea
Bij de fusie met Zilveren Kruis werd de naam Achmea gekozen voor de groep. In 1994 was ook Staalbankiers overgenomen. In 1997 fuseerde Achmea met PVF Nederland (pensioenbeheer en vermogensbeheer), dat voortgekomen was uit het GAK. In 2000 werden de private activiteiten van de GAK Groep overgedragen aan Achmea. Sinds november 2000 is Achmea Holding B.V. een onderdeel van Eureko BV. Bij de vorming van Eureko B.V. is de coöperatie Achmea omgezet in een vereniging.
De activiteiten van Achmea werden ondergebracht binnen acht Achmea Business Units en een aantal kleinere bedrijfsonderdelen. Elke Achmea Business Unit richt zich met een specifiek cluster van producten op de eigen klanten, via een specifiek distributiekanaal en onder een of meer eigen merken.
In 2005 fuseerde Achmea met Rabobank-dochter Interpolis, waardoor Rabobank haar belang in Eureko uitbreidde tot ruim 37%. De activiteiten werden opnieuw geherstructureerd, door vorming van zes divisies. De divisies richten zich op een specifiek distributiekanaal: bancair, direct en intermediair of op een specifiek productcluster: pensioen, sociale zekerheid en zorg.
In 2007 fuseerde Achmea met Agis Zorgverzekeringen en in 2011 met De Friesland Zorgverzekeraar. Hierdoor is Achmea de grootste zorgverzekeraar van Nederland (ruim vijf miljoen verzekerden).
In 2011 maakte Achmea bekend dat de holding Eureko, waaronder alle activiteiten werden geconsolideerd, verdwijnt. Alle holdingactiviteiten, in binnen- en buitenland, gaan verder onder de naam Achmea. Eind 2011 is de officiële fusieakte ondertekend door Eureko en Achmea.
In december 2011 kondigde Achmea aan een meerderheidsbelang van 77% te nemen in de populaire vergelijkingssite Independer. In een persbericht sprak het bedrijf van een 'strategische alliantie' tussen de twee organisaties die 'willen realiseren dat consumenten weer blindelings kunnen vertrouwen op verzekeringen'.
In 2013 startte Achmea een programma om kosten te besparen via een vernieuwing van processen en dienstverlening. Hierdoor verloren circa 4000 medewerkers hun baan. Per ultimo 2013 telde Achmea 18.424 fte's. In 2008 telde Achmea nog 21.256 fte's.
In 2014 legde de NZa vijf werkmaatschappijen van Achmea een boete op van 3,6 miljoen euro wegens slordige administratie in 2011.
In 2015 is het merk Agis (inclusief TakeCareNow!) overgegaan in Zilveren Kruis.
In 2016 vormen Syntrus Achmea Vermogensbeheer en Achmea Beleggingsfondsen Beheer samen Achmea Investment Management. In dat jaar werd ook de private banking-activiteiten van Staalbankiers overgenomen door Van Lanschot. Met deze overname kreeg Van Lanschot zeven miljard euro aan beheerd vermogen, 280 miljoen euro aan spaargeld en een beperkt aantal effectenkredieten. In totaal gingen 25 medewerkers van Staalbankiers mee over. De overige activiteiten van Staalbankiers, waaronder een hypotheekportefeuille van 250 miljoen euro en 35 werknemers, bleven bij Achmea. 
In 2018 wordt bekendgemaakt dat De Persgroep Independer overneemt van Achmea.
In februari 2024 schikte Achmea een deel van de woekerpolisaffaire voor 60 miljoen euro. Bovenop dit bedrag is er 25 miljoen euro apart gezet voor schrijnende gevallen die niet meededen aan de gezamenlijke claim. Met de schikking komt definitief er een einde aan jarenlange juridische procedures. Deze bedragen komen bovenop eerder gedane vergoedingen van 380 miljoen euro van Achmea.
In 2024 werd vermogensbeheerder Blue Sky Group over genomen en kwamen Achmea en Lifetri overeen om hun pensioen- en levensverzekeringen samen te voegen in een joint venture.

## Activiteiten

### Producten en diensten
- Verzekeringen en bancaire en hypothecaire producten en hieraan gekoppelde services
- Pensioenadministratie
- Vermogensbeheer
- Ondersteuning bij ziekteverzuimmanagement, preventie- en re-integratietrajecten
- Hulpverlening in binnen- en buitenland.

### Financiële resultaten
In de onderstaande tabel staan de belangrijkste financiële resultaten van Achmea sinds 2011.

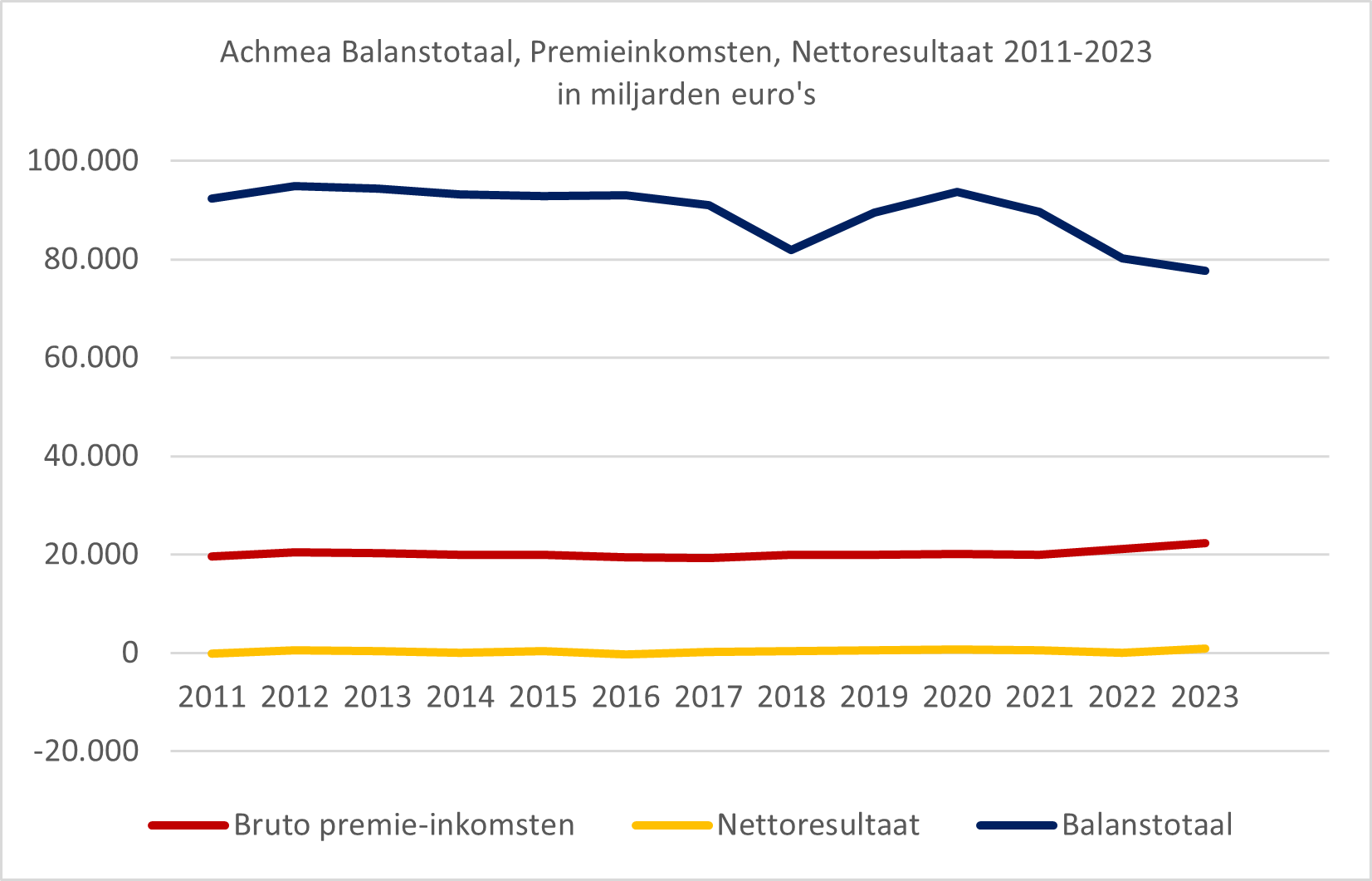
Achmea Balanstotaal, Premieinkomsten, Nettoresultaat 2011-2023

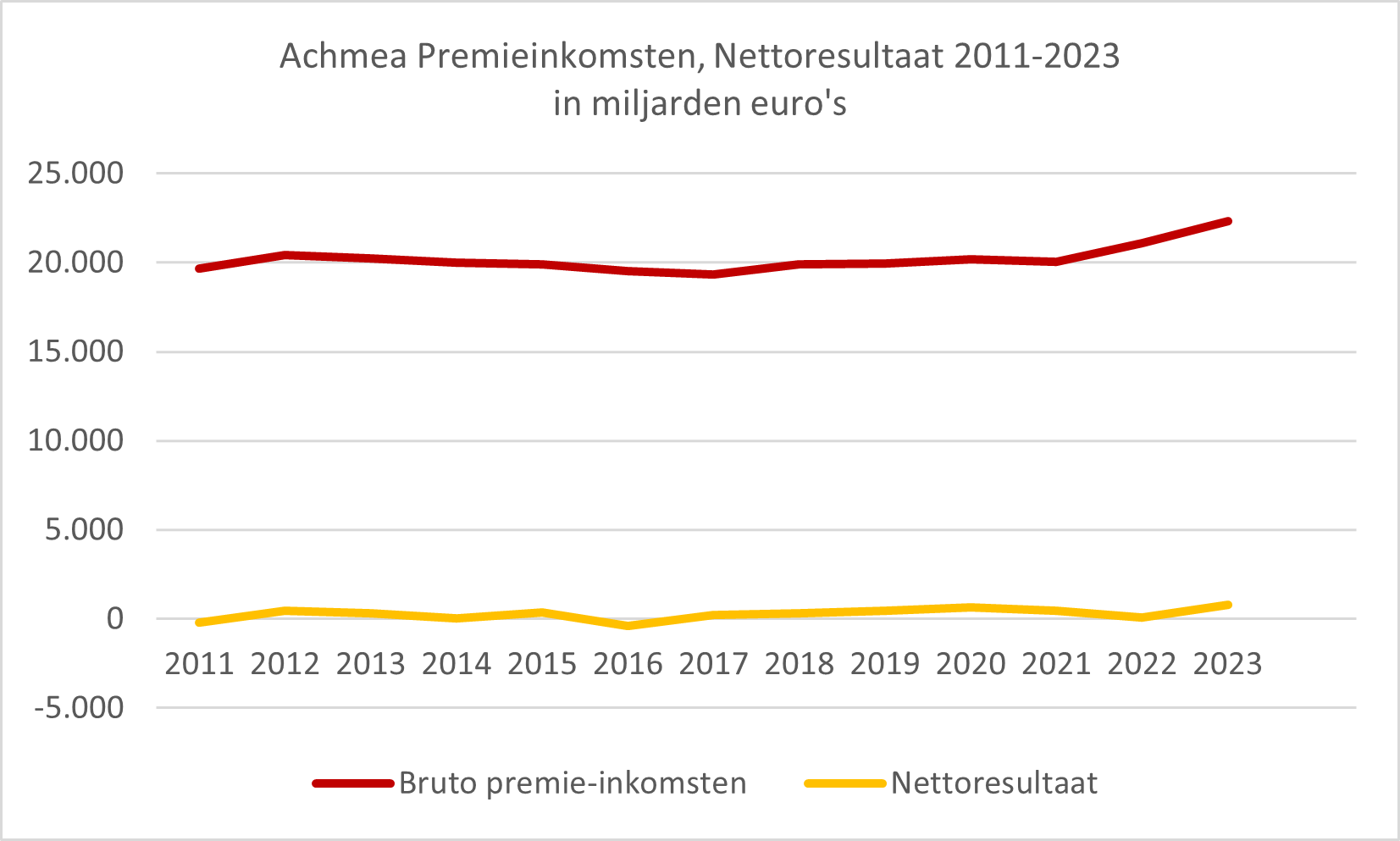
Achmea Premieinkomsten, Nettoresultaat 2011-2023

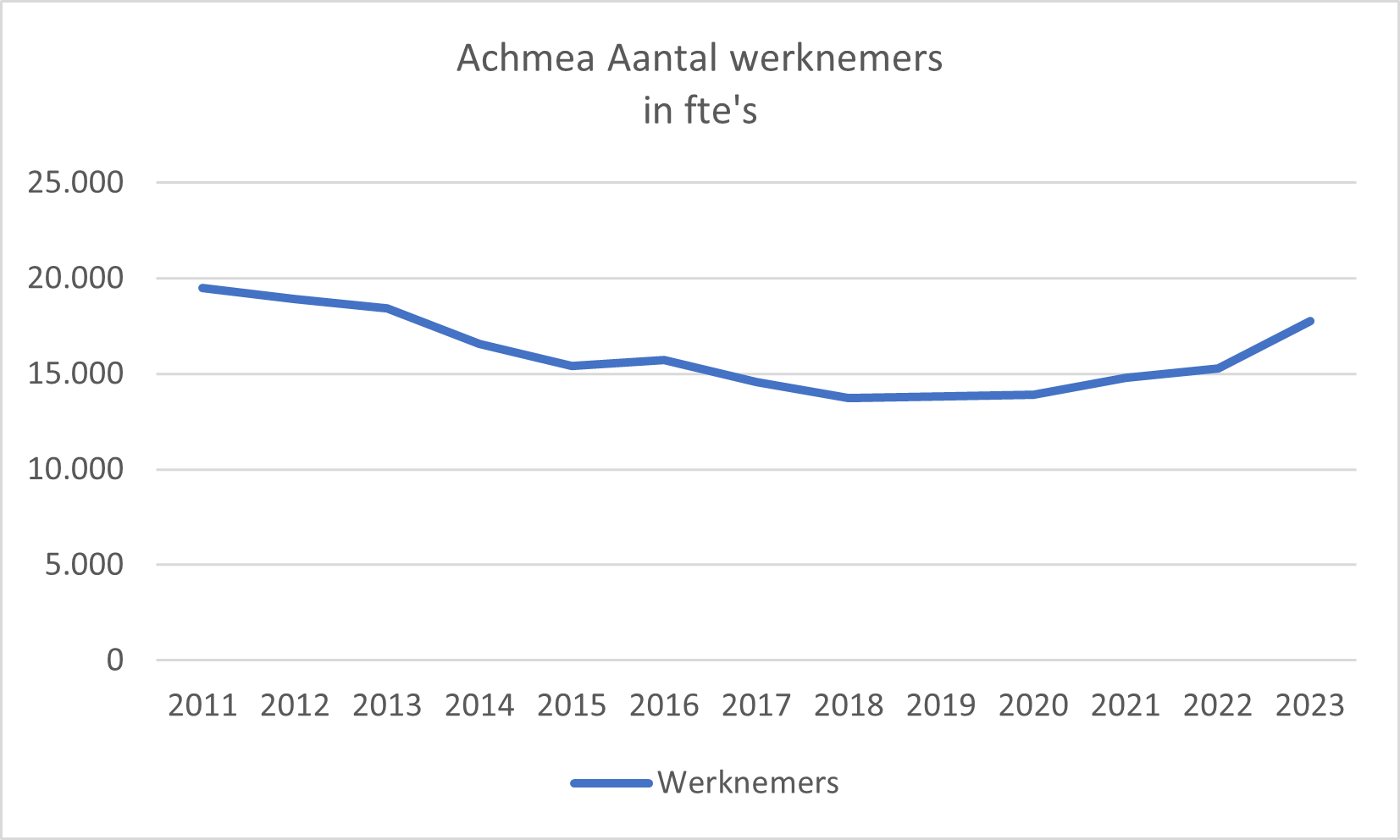
Achmea Aantal werknemers 2011-2023

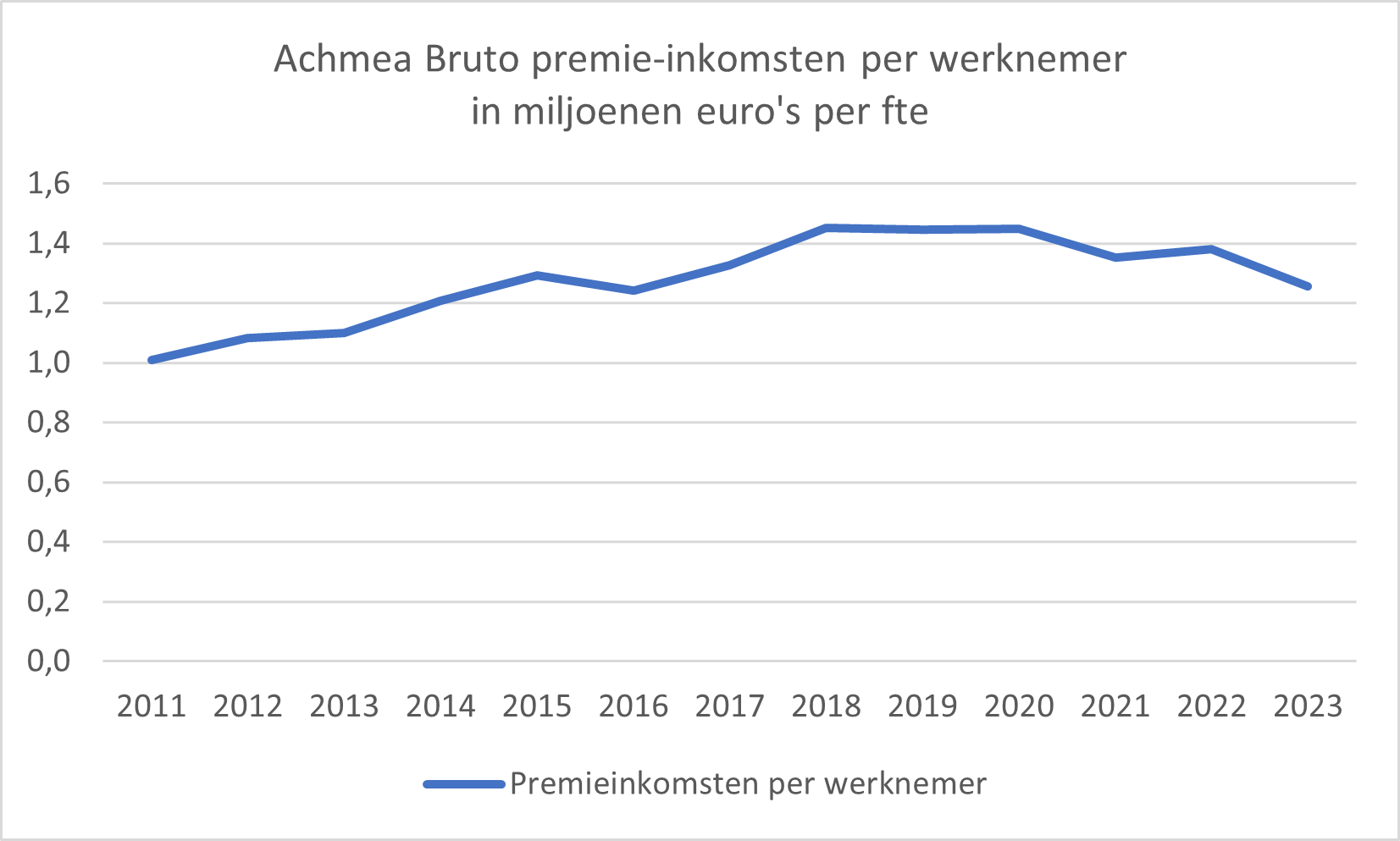
Achmea Bruto premie-inkomsten per werknemer 2011-2023

| Jaar | Bruto premie- inkomsten | Netto- resultaat | Balans- totaal | Werknemers (in FTE) |
| ---- | ----------------------- | ---------------- | -------------- | ------------------- |
| 2011 | € 19.650                | € −208           | € 92.313       | 19.490              |
| 2012 | € 20.445                | € 469            | € 94.817       | 18.905              |
| 2013 | € 20.233                | € 344            | € 94.364       | 18.424              |
| 2014 | € 20.002                | € 16             | € 93.205       | 16.556              |
| 2015 | € 19.922                | € 386            | € 92.917       | 15.412              |
| 2016 | €19.507                 | € −379           | € 92.980       | 15.715              |
| 2017 | € 19.350                | € 216            | € 90.946       | 14.582              |
| 2018 | € 19.918                | € 315            | € 81.816       | 13.714              |
| 2019 | € 19.949                | € 481            | € 89.488       | 13.801              |
| 2020 | € 20.175                | € 642            | € 93.655       | 13.921              |
| 2021 | € 20.026                | € 468            | € 89.556       | 14.800              |
| 2022 | € 21.088                | € 105            | € 80.240       | 15.275              |
| 2023 | € 22.333                | € 814            | € 77.718       | 17.779              |

## Merken
| - Achmea Australia (Australië) - Achmea Rechtsbijstand - Avéro Achmea - Centraal Beheer - De christelijke zorgverzekeraar - De Friesland Zorgverzekeraar - Eureko Sigorta (Turkije) - Eurocross Assistance - FBTO - Hagelunie - Homies Alarm | - InShared - Interamerican (Griekenland) - Interpolis - Onlia (Canada) - OZF Achmea - Syntrus Achmea Hypotheken - Syntrus Achmea Vastgoed - Union Poisťovňa (Slowakije) - Woonfonds Hypotheken - Zilveren Kruis |  |

## Vestigingen

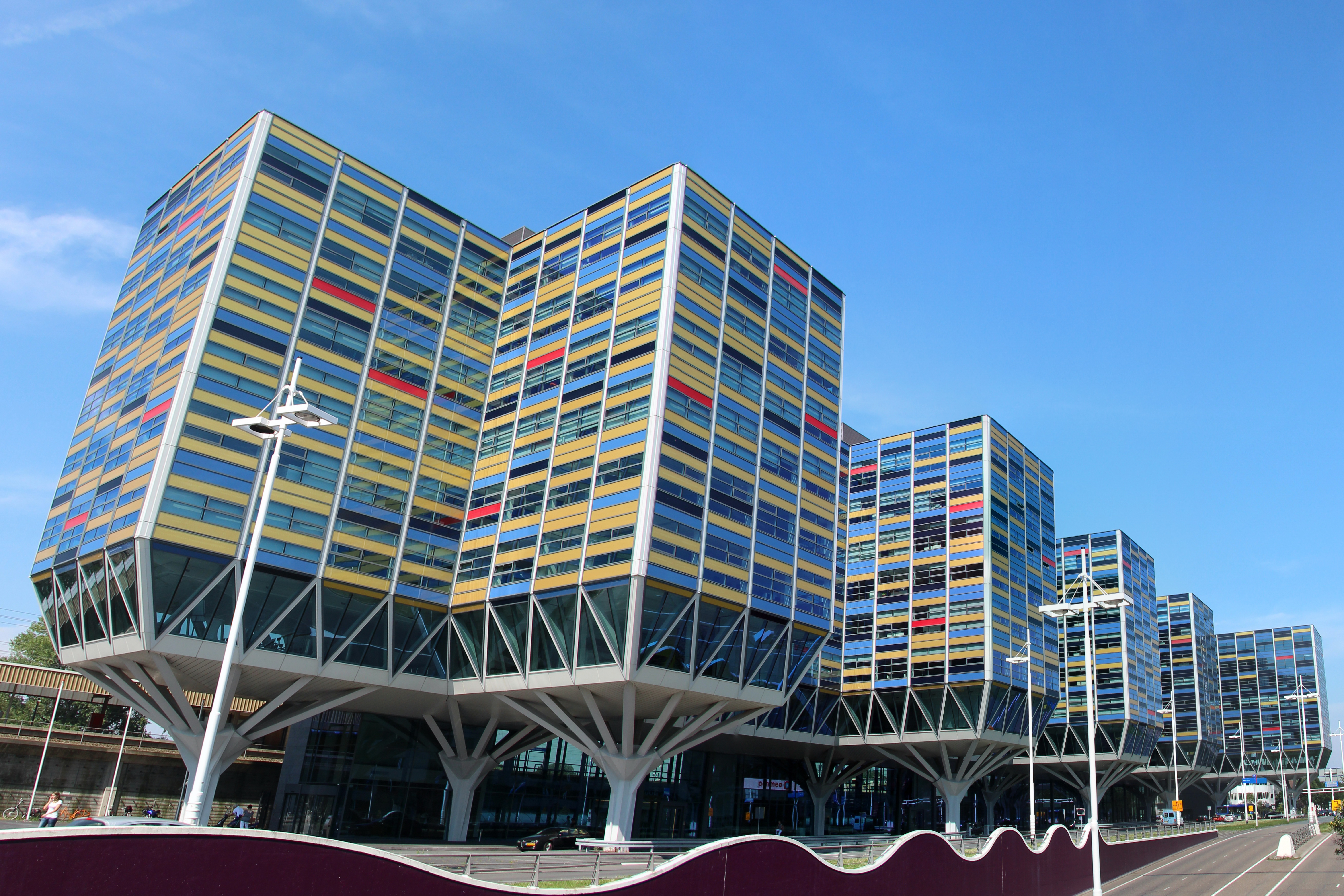
Het nieuwe gebouw in Leiden

Hoewel Achmea werkt met tussenpersonen verspreid over het hele land, heeft Achmea naast de hoofdvestiging in Zeist vestigingen in Amsterdam, Apeldoorn (Centraal Beheer refereert in de reclameslagzin 'Even Apeldoorn bellen' aan deze plaats), Leeuwarden (zie ook Achmeatoren), Leiden en Tilburg. De vestiging in Zeist sluit in 2028. Apeldoorn wordt dan de locatie van het hoofdkantoor.

### Oude vestigingen
- Rotterdam: de vestiging aan de Mathenesserlaan werd in 2000 omgeruild voor een vestiging aan het Weena.[12] Deze vestiging, in het Weenahuis, werd in 2007 gesloten.
- Meppel: de vestiging aan de Werkhorst werd in 2008 gesloten.[13]
- 's-Hertogenbosch: de vestiging aan de Hervensebaan werd in 2011 gesloten.[14]
- Amersfoort: de vestiging aan de Van Asch van Wijckstraat werd in 2015 gesloten.[15]
- Zwolle: de vestiging aan de Burgemeester Roelenweg werd in 2019 gesloten[16]
- Leeuwarden: de vestiging aan de Harlingertrekweg werd in 2019 gesloten. Medewerkers van De Friesland verhuisden naar de Achmeatoren[17]

## Conventie van Achlum 2011
Na 200 jaar keerde Achmea op in 2011 terug naar Achlum en hield daar de Conventie van Achlum. Het hele dorp vierde feest samen met ongeveer 2000 genodigden. De openingsplechtigheden vonden op het oude kaatsveld plaats en in de net gerestaureerde tufstenen Romaanse kerk werden lezingen gehouden. Onder de ruim 2500 gasten waren Bill Clinton, Rick van der Ploeg, Geert Mak, Adriaan van Dis, Foppe de Haan, Herman van Veen, Hans Wiegel, Femke Halsema en Bas Heijne. Het organiserende campagnebureau BKB ontving de Gouden Giraffe voor 'het beste congres in 2011'.

## Achmea Kunstcollectie
De Achmeagroep was tot 2020 in het bezit van een omvangrijke kunstcollectie van waardevolle hedendaagse (inter)nationale kunst van zo’n 4500 werken. In 2020 werd de collectie teruggebracht naar 1500 werken, waarbij voor een thematische aanpak per Achmea-locatie werd gekozen.